# Banque de l'Indochine
La banque de l’Indochine est une ancienne banque privée française, fondée en 1875 à Paris pour financer le développement colonial français en Asie. En tant que banque d'émission en Indochine jusqu'en 1952  - et dans les territoires français du Pacifique jusqu'en 1967 -,  avec de nombreuses caractéristiques d'une banque centrale, elle a joué un rôle majeur dans l'histoire financière de l'Indochine française , de l'Inde française , de la Nouvelle-Calédonie , de la Polynésie française et de Djibouti , ainsi que dans les entreprises soutenues par la France en Chine et au Siam. 
Après la Seconde Guerre mondiale, elle a perdu son privilège d'émission mais s'est réinventée en tant que banque d'investissement en France et a développé de nouvelles entreprises dans d'autres pays, comme l'Arabie saoudite et l'Afrique du Sud. La banque cesse d'exister en 1974.

## Historique

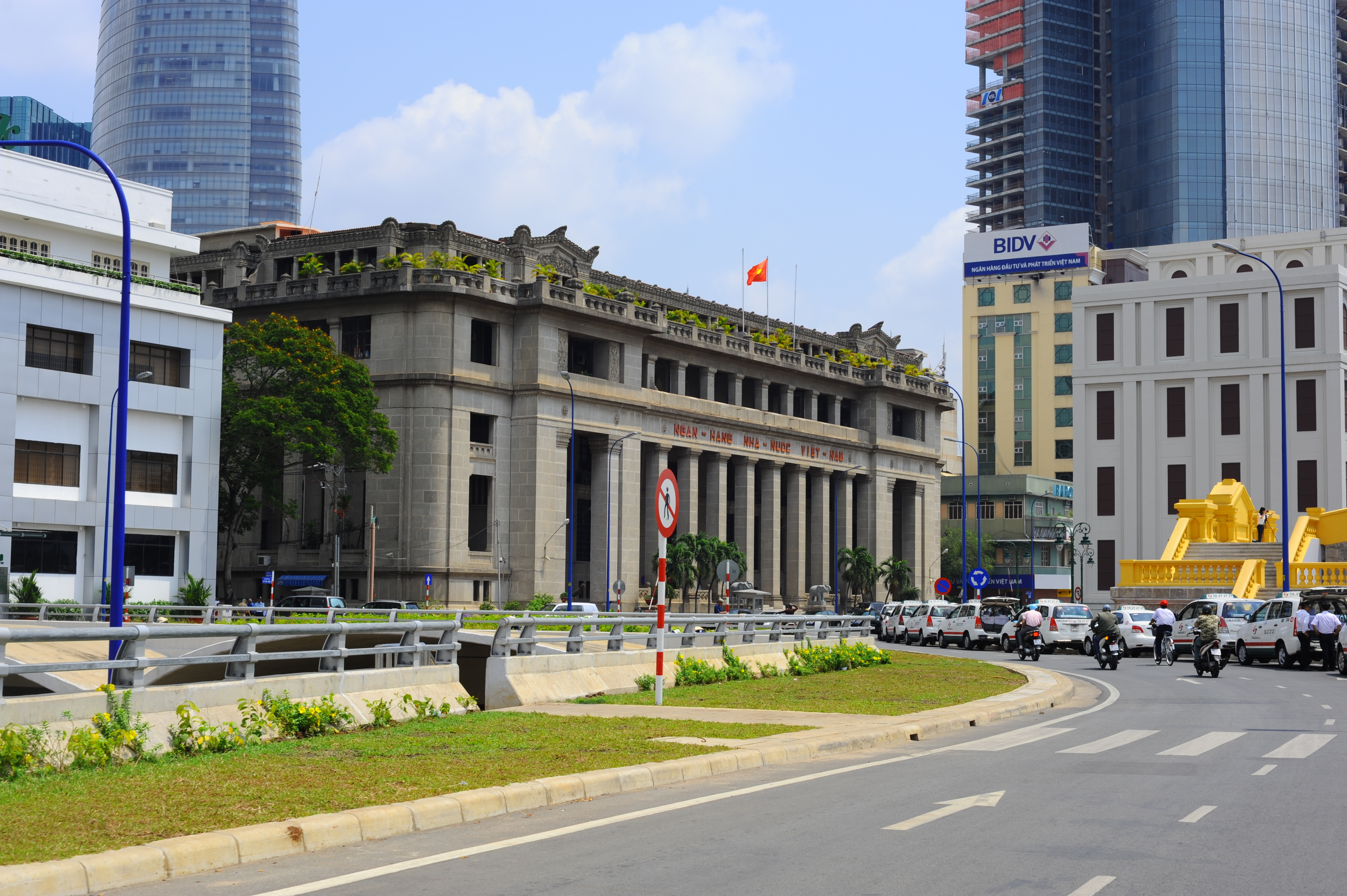
Ancienne succursale de la banque de l'Indochine à Saïgon, devenue en 1954 le siège de la Banque nationale du Vietnam de la République du Viêt Nam, et actuellement succursale de la Banque d'État du Viêt Nam à Hô Chi Minh-Ville.

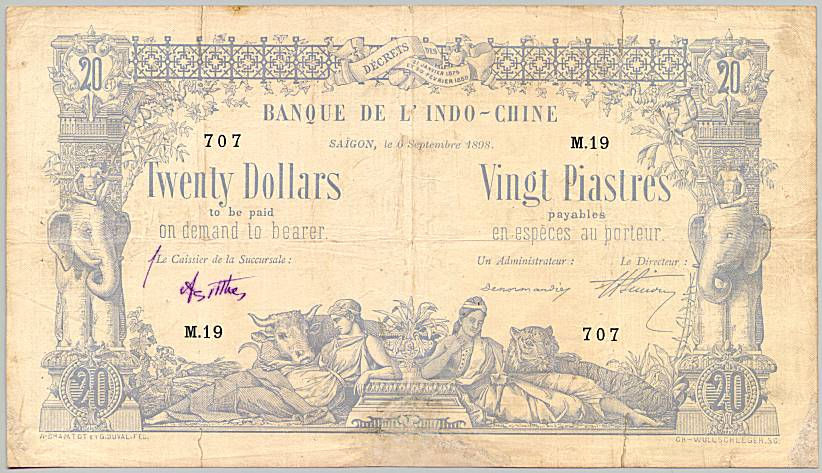
Billet de 20 piastres (1898).

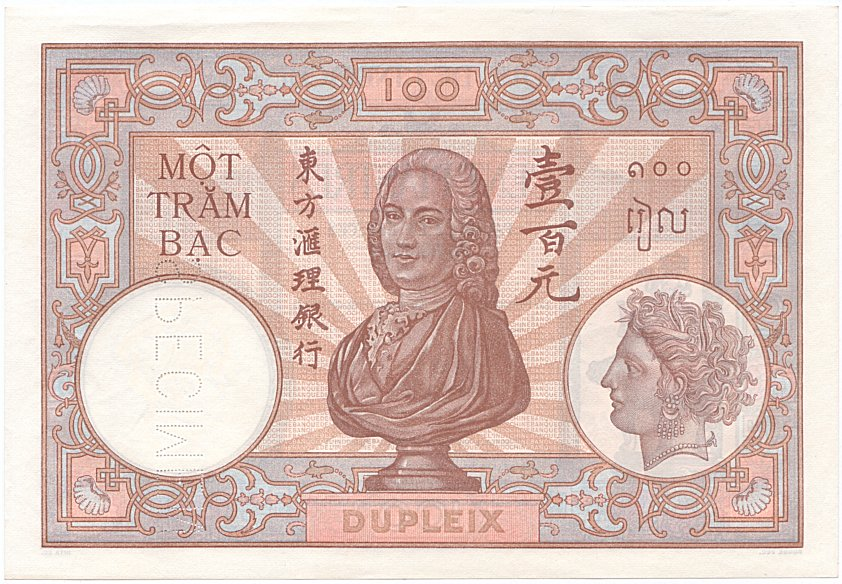
Billet de 100 piastres (1932).

Fondée le 21 janvier 1875 par le Comptoir d'escompte de Paris et le Crédit industriel et commercial (CIC) pour être la banque d'émission de la colonie de Cochinchine et de Pondichéry et s'installer en Extrême-Orient. Elle avait ainsi le privilège de l’émission de la monnaie dans les colonies françaises d'Asie et du Pacifique. Son siège social était implanté au 96, boulevard Haussmann à Paris. Les succursales et agences indochinoises se trouvait respectivement à : Saïgon (actuellement Hô Chi Minh-Ville), Hanoï, Tourane (actuellement Da Nang), Dalat, Cantho, Haïphong, Hué, Phnom Penh et Battambang.
De 1888 à 1948, elle émet en Polynésie française et en Nouvelle-Calédonie, d'abord des piastres, ouvrant même un comptoir à Papeete le 5 décembre 1903, puis, brièvement, à compter de décembre 1945, le franc Pacifique.

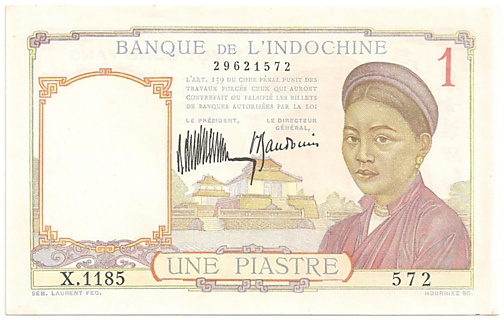
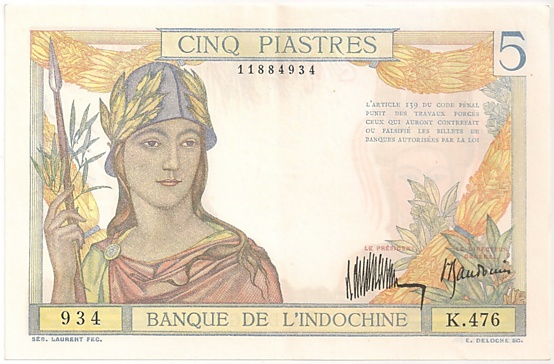
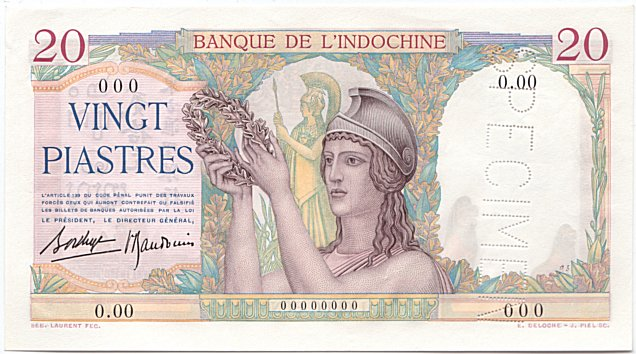
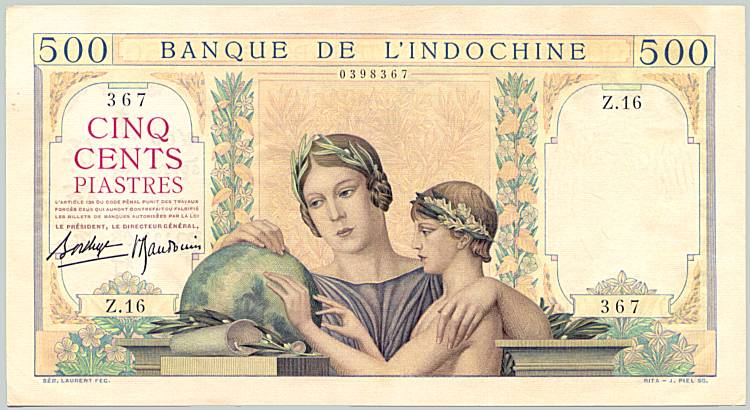

Paul Baudouin, son président depuis 1938, est nommé par Paul Reynaud le 30 mars 1940 sous-secrétaire d’État à la Présidence du conseil, secrétaire du Cabinet de guerre et secrétaire du Comité de guerre. Ministre des Affaires étrangères du gouvernement formé en juillet 1940 par le maréchal Pétain, il quitte le gouvernement en janvier 1941 et redevient président de la banque, puis en est destitué en 1944 pour collaboration avec l'ennemi. Son directeur général à partir de juillet 1938 fut Jean Laurent (1900-1952). Celui-ci fut brièvement directeur de cabinet du général de Gaulle (juin 1940), puis il replia la direction de la banque à Marseille, pour éviter les pressions de l'occupant tout en participant au réseau de Résistance Jade-Amicol. Au moment de l'insurrection parisienne, en août 1944, il organise depuis le siège de la banque les négociations entre le consul général de Suède, Raoul Nordling, et le général von Choltitz. L'action de Jean Laurent a probablement contribué à éviter la nationalisation en 1945. À partir de 1945, Jean Laurent implanta la banque au Moyen-Orient, pour la faire participer à l'expansion pétrolière.
Après la Seconde Guerre mondiale, avec pour président Émile Minost de 1945 jusqu'en 1960 (précédemment banquier au Crédit foncier égyptien, principale banque française en Egypte à l'époque, et membre des Forces françaises libres en Egypte pendant la guerre),, et pour secrétaire général René Bousquet, la banque est au palmarès des premières capitalisations boursières françaises de 1949; elle diversifie ses activités en dehors de l'Indochine française.
À la suite de la convention signée à Pau le 29 novembre 1950 dans le cadre de l'Union française, le privilège d'émission monétaire est transmis de la Banque d'Indochine à l'Institut d'émission des États associés d'Indochine (Cambodge, Laos et Vietnam), dirigé par Gaston Cusin. La banque se recentre progressivement en banque d'affaires française au cours des années 1950.
En Indochine, la banque est impliquée dans l'affaire dite « des piastres » (1948-1953). Puis, avec la fin de la colonie française, la Banque de l'Indochine est transférée partiellement à Paris, en France, entre 1954 et 1956, lors des accords de Genève, mais des succursales de la banque restent ouvertes au Sud-Vietnam, entre 1954 et 1974. Enfin, tous les avoirs en Indochine de la Banque sont transférés à Paris, avant la chute de Saïgon en 1975, où tout le Vietnam est réunifié sous un régime communiste.

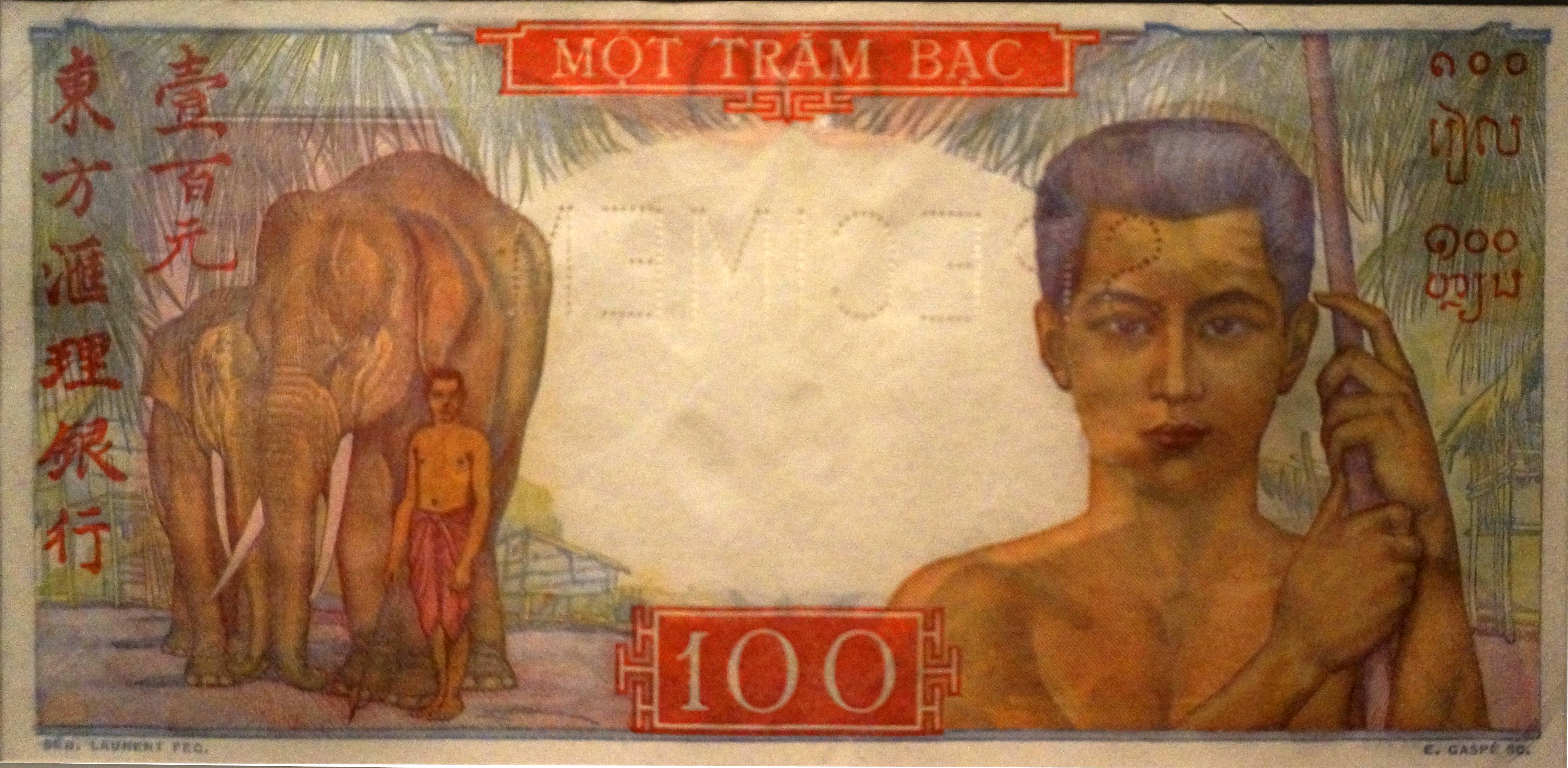
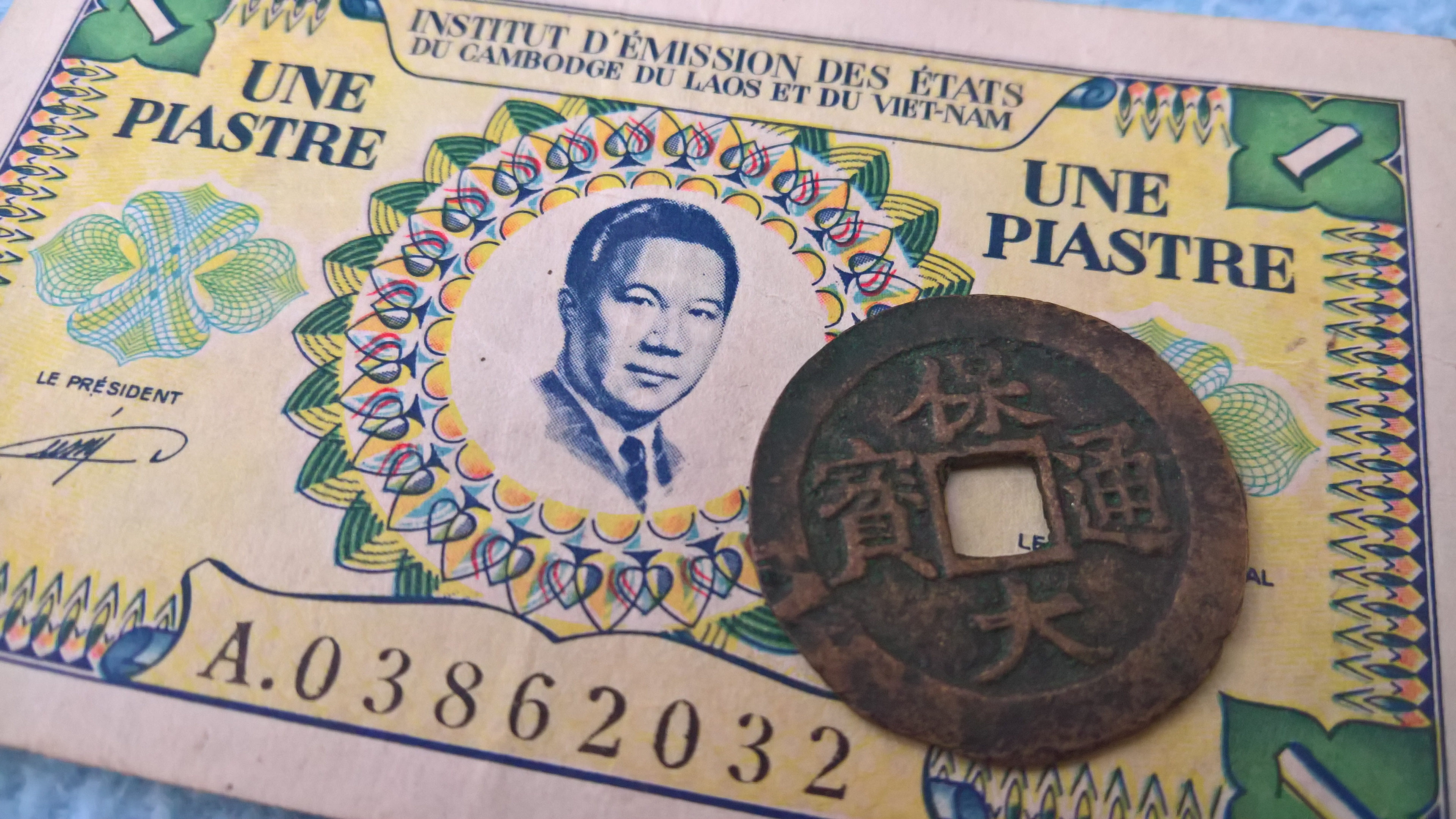
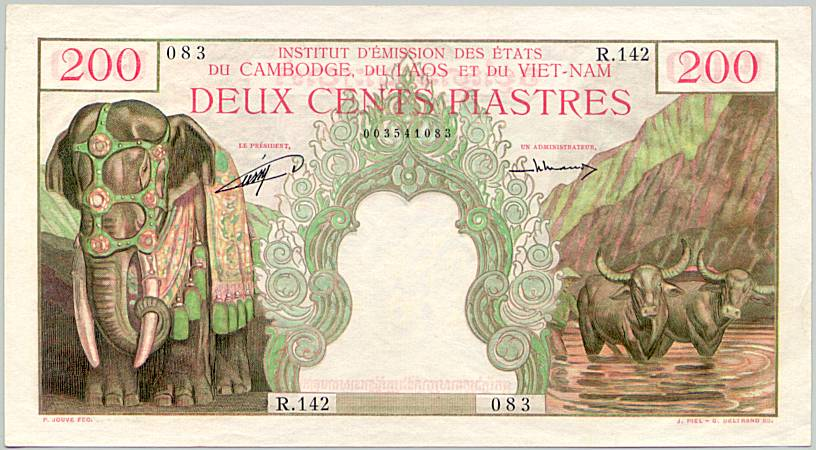
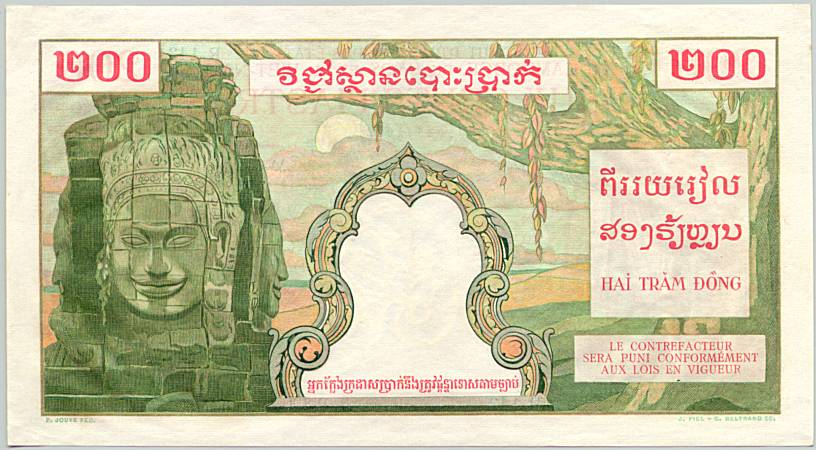

En 1974, la Banque de l'Indochine, alors présidée par François de Flers qui a succédé comme président à Emile Minost en 1960, et la Banque de Suez fusionnent pour devenir la « Banque de l'Indochine et de Suez », puis la Banque Indosuez.
En 1996, elle devient une filiale du Crédit agricole sous le nom de « Crédit agricole Indosuez » (ou CAI).
Cette entité fusionne avec le Crédit lyonnais en 2004 et se nomme alors « Calyon » qui devient elle-même Crédit agricole Corporate and Investment Bank à compter du 6 février 2010.

### Succursales en Asie

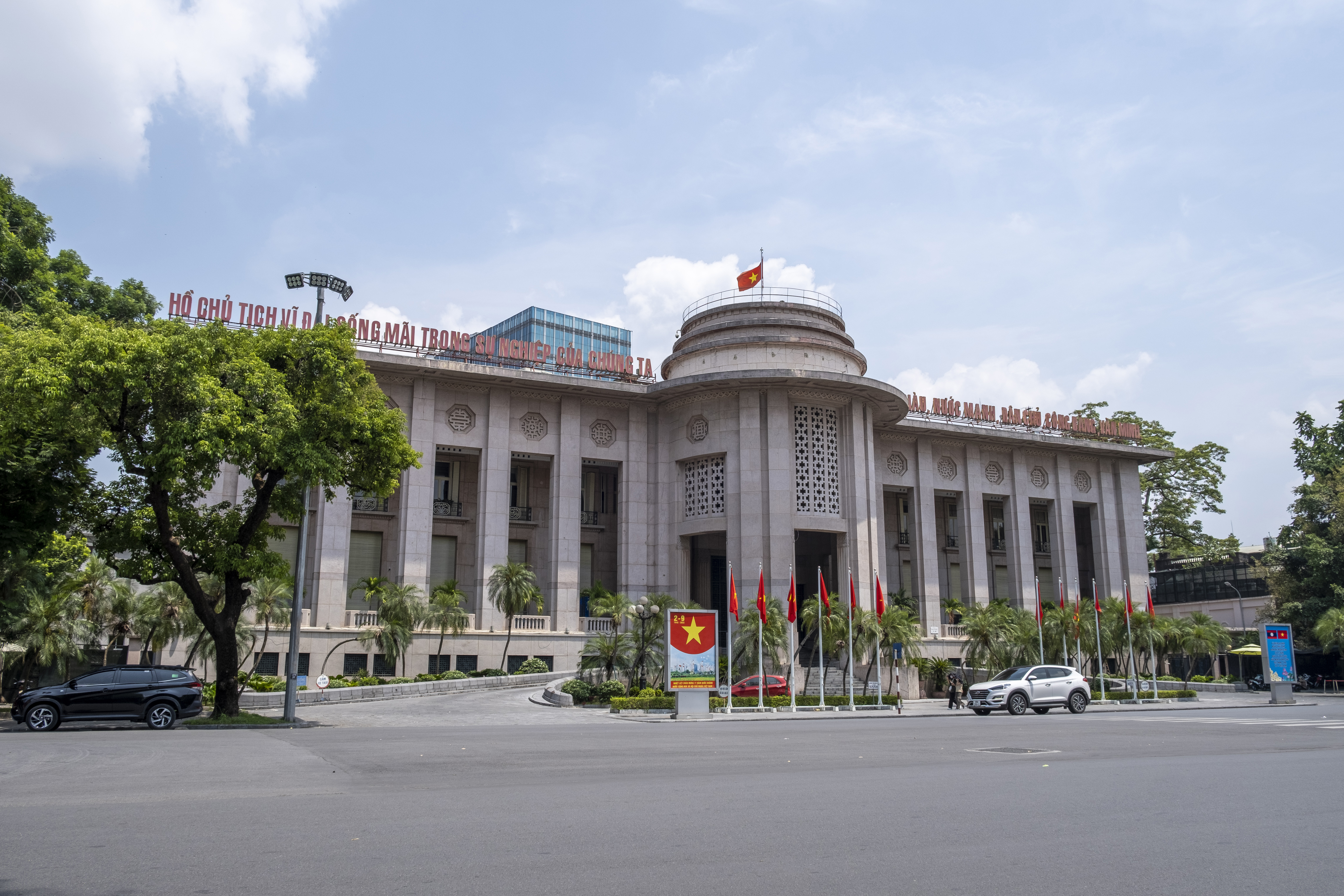
Succursale de Hanoï, construite en 1887 (actuellement Banque d'État du Viêt Nam).

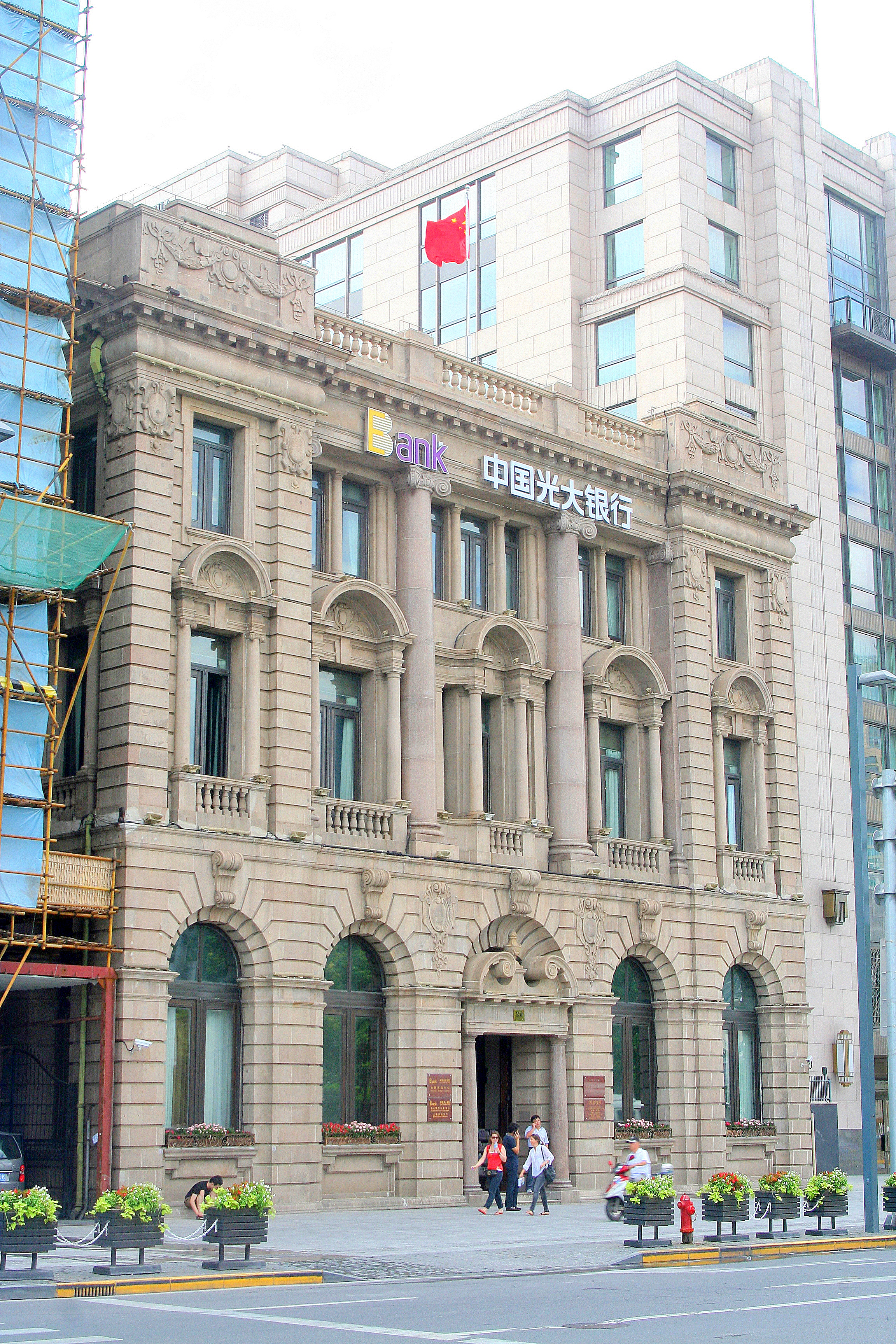
Succursale de la Banque d'Indochine au Bund à Shanghai, construite en 1910 (actuelle China Everbright Bank).

| Ville              | Pays                               | Ouverture     | Fermeture |
| ------------------ | ---------------------------------- | ------------- | --- |
| Tokyo              | Japon                              | Novembre 1942 | Septembre 1945 |
| Yokohama           | Japon                              | Juillet 1941  | Novembre 1942 |
| Canton             | Chine                              | 1889          | |
| Shanghai           | Chine                              | 1899          | 1955 |
| Tianjin            | Chine                              | 1902          | |
| Pékin              | Chine                              |               | |
| Hanoï              | Indochine                          | 1887          | |
| Haïphong           | Indochine                          | 1885          | |
| Kouang-Tchéou-Wan  | Colonie française                  | 1926          | |
| Hong Kong          | Colonie britannique                | 1894          | 1974 |
| Singapour          | Colonie britannique                | 1905          | |
| Port Vila          | Condominium des Nouvelles-Hébrides | 1948          | Indosuez intègre ses succursales en 1978 pour former la Banque Indosuez Vanuatu. En 1993, la Banque Indosuez vend ses activités de Vanuatu à la Bank of Hawaii (en). |
| Papeete            | Polynésie française                | 1905          | Banque d'émission jusqu'au milieu des années 1960. En 1990, Westpac a acquis les opérations d'Indosuez à Tahiti.                                                     |
| Nouvelle-Calédonie | Colonie française                  | 1888          | Banque d'émission des billets jusqu'en 1966. |

## Autres opérations

### Djibouti
En 1908, la Banque de l'Indochine établit une succursale à Djibouti. Aujourd'hui, il s'agit de la Banque Indosuez Mer Rouge, qui est la deuxième plus grande banque à Djibouti et est une filiale en propriété exclusive de la banque Crédit agricole, jusqu'en 2010, date du rachat par le BOA Group (Bank of Africa) : Bank of Africa – Mer Rouge.

### Banque française pour le commerce
En 1925, la Banque de Paris et des Pays-Bas, la Banque de l'Indochine, la banque Lazard et le gouvernement chinois créent la Banque franco-chinoise pour le commerce et l'industrie (BFCCI) pour reprendre les actifs de la Banque industrielle de Chine. La Banque établit des bureaux à Pékin, Shanghai et Tianjin, puis également dans le Nord-Vietnam (Hanoï et Haïphong), au centre du Vietnam (Vinh, Hué, Da Nang et Qui Nhon), le Sud-Vietnam (Saïgon), et au Cambodge (Phnom Penh). En 1939, seules les branches de Hanoi, Saigon et Phnom Penh restent en Indochine française. Dans le même temps, la banque avait trois bureaux en France (Paris, Lyon et Marseille). La BFCCI fut dirigée par Marc Langlois-Berthelot, originellement ingénieur, qui en fit une banque extrêmement active dans le financement des nouvelles technologies.
En 1951, préoccupée par sa concentration géographique dans la région à haut risque de l'Indochine, la BFCCI cherché à diversifier son implantation à Madagascar. Après la défaite française en 1954 à Diên Biên Phu, la BFCCI ferme ses bureaux du Nord-Vietnam. Cependant, la banque a commencé à s'étendre au Sud-Vietnam et au Cambodge. L'année suivante, la BFCCI quitte finalement la Chine, ses branches ayant cessé toute activité pendant un certain temps.
En 1960, la Banque de l'Indochine rachète les actions en possession de la Banque de Paris et des Pays-Bas et de la Banque Lazard. Trois ans plus tard, le prince Sihanouk nationalise le secteur bancaire du Cambodge, bien que la BFCCI ait été autorisée à conserver un bureau de représentation. En 1964, la BFCCI change son nom pour la Banque française du commerce. L'année suivante, le gouvernement du Sud-Vietnam souhaite créer un secteur bancaire national. La BFC a participé à la création de la Banque pour le commerce, l'industrie et l'agriculture (BCIA).
Un changement dans le droit français en 1967 permet à la BFC d'augmenter le nombre de ses agences en France. L'année suivante, la BFC change son nom et devient la Banque française commerciale.
En 1975, la République malgache nationalise les branches et les transfère dans la Banque financière et commerciale malgache.
La BFC décide de transférer ses activités dans l'Océan Indien et, en 1976, établit une succursale à La Réunion. La BFC a également établi, à la demande du gouvernement français, des opérations à Mayotte. La BFC acquiert la Banque Antillaise et ouvre une succursale en Guyane. Deux ans plus tard, elle ouvre une succursale aux Seychelles. L'année suivante, la BFC absorbe la Banque Antillaise, avec ses branches en Guyane, Guadeloupe, et Martinique, et établit une succursale à la Dominique.
En 1984, la BFC se restructure en holding. Trois entreprises juridiquement et opérationnellement distinctes sont créées : la Banque française commerciale en France métropolitaine (BFC) pour maintenir les branches en France, la Banque française commerciale Océan Indien (BFCOI) pour maintenir les branches à la Réunion, Mayotte et les Seychelles, et la Banque française commerciale Antilles-Guyane (BFCAG) pour prendre en charge les branches en Guyane française et dans les Antilles. La Banque Indosuez reste propriétaire de la totalité du capital de chacune des trois entités. L'année suivante, la Compagnie lyonnaise de financement acquiert la branche française de la BFC.
La Banque Indosuez vend une participation majoritaire (66,66 %) de la BFCOI à Mauritius Commercial Bank (MCB) en 1996, la Banque Indosuez en conservant 22,22 %. L'année suivante, la BFCOI ouvre une succursale à Paris. En 1997, la BFCOI ouvre un bureau de représentation au Mozambique.

### Papouasie-Nouvelle-Guinée
En 1983, le gouvernement de Papouasie-Nouvelle-Guinée invite les banques étrangères à ouvrir des filiales à condition que les étrangers ne puissent posséder que 49 %. Toutefois, il est convenu que la Banque de Papouasie-Nouvelle-Guinée (BPNG, la banque centrale) achèterait cette partie du solde des actions que les investisseurs locaux n'ont pas pris. La Banque Indosuez créé la Banque Indosuez Niugini. En 1997, la Bank of Hawaii rachète la Banque.

### Océan Pacifique
En 1989, la Banque Indosuez ferme sa succursale à Mata Utu à Wallis-et-Futuna.
La Banque de l'Indochine ouvre une succursale à Papeete (Tahiti) en 1905. Elle sert de banque d'émission jusqu'au milieu des années 1960. La Banque d'Indochine convertit ses branches dans la Banque de Polynésie en 1973. Westpac acquit la banque en 1990.
La Banque de l'Indochine s'est établie en Nouvelle-Calédonie en 1888. Elle devient la banque d'émission de billets jusqu'en 1966. Westpac acquit les activités de la Banque Indosuez en 1990, mais les vend en 1998 à la Société Générale Calédonienne de Banques, filiale de la Société générale.
En 1993, Bank of Hawaii (en) acquit les activités de la Banque Indosuez au Vanuatu pour former la Banque d'Hawaii (Vanuatu). La Bank of Hawaii vend ces opérations à Australia and New Zealand Banking Group en 2001. La Banque de l'Indochine avait établi une succursale à Port Vila en 1948. Indosuez a intégré ses succursales en 1978 pour former la Banque Indosuez Vanuatu (IPI). Le gouvernement du Vanuatu prend une participation de 20 % dans BIV en 1983, effectuant un certain nombre de fonctions de banque centrale, même si ce n'était pas l'autorité monétaire.

### Autres succursales
En 1918, la Banque de l'Indochine ouvre une succursale à Vladivostok, puis à Chicago en 1947, Djeddah en 1948, Johannesburg en 1949, et Sydney en 1970.

## Dirigeants

### Liste des présidents
- 1875-1889 : Édouard Hentsch
- 1889-1892 : Charles Sautter
- 1892-1902 : Ernest Denormandie
- 1902-1920 : Jean Hély d'Oissel
- 1920-1927 : Albert Guillemin de Monplanet
- 1927-1931 : Stanislas Simon
- 1932-1936 : René Thion de La Chaume
- 1936-1941 : Marcel Borduge
- 1941-1944 : Paul Baudouin
- 1945-1960 : Émile Minost
- 1960-1974 : François de Flers
- 1974-1975 : Jean Maxime-Robert